# Малаховский, Антоний
Граф Антоний Малаховский (1740 — 11 марта 1796) — государственный деятель Речи Посполитой, писарь великий коронный (1771—1780), маршалок сейма (1780), секретарь великий коронный (1780—1784), последний воевода мазовецкий (1784—1794), староста остролецкий.

## Биография
Представитель польского дворянского рода Малаховских герба «Наленч». Младший (четвертый) сын канцлера великого коронного Яна Малаховского (1698—1762) и Изабеллы Хумиецкой (ум. 1783). Старшие братья — Николай, Станислав и Яцек Малаховские.
В 1771 году Антоний Малаховский получил должность писаря великого коронного, в 1780 году был избран маршалком сейма и назначен секретарем великим коронным. В 1784 году получил должность воеводы мазовецкого. В 1790 году стал сенатором Речи Посполитой.
Страдал от подагры, лечил болезнь водными процедурами. В 1783 году основал костёл в Кадзидло в Мазовецком воеводстве.
В 1767 году стал кавалером Ордена Святого Станислава, 25 ноября 1776 года был награждён Орденом Белого орла.

## Семья
В 1771 году женился на Катаржине Дзялынской, дочери воеводы мальборкского Якуба Дзялынского (1709—1756), от брака с которой имел трех сыновей и двух дочерей:
- Мария Малаховская, жена Станислава Езерского
- Констанция Малаховская, жена каштеляна серадзского Павла Бернацкого
- Юзеф Малаховский (1778—1841), граф
- Людвик Якуб Малаховский (1785—1856), граф, сенатор-каштелян Царства Польского (1831)
- Онуфрий Малаховский (1788—1848), граф, сенатор-каштелян Царства Польского (1831)